# Suau
El suau o soldat és un refresc preparat a base de cafè, sucre i gasosa o aigua amb gas. Tradicionalment s'ha elaborat de manera casolana i s'ha begut al sud de Catalunya, les comarques del Penedès, Lleida, el Camp de Tarragona, les Terres de l'Ebre i a la part oriental d'Aragó.
L'origen del nom és dubtós. Hi ha la hipòtesi que prové del nom d'una marca del mateix producte anomenat Zuavo fabricat per l'empresa Gili. Zuavo era el nom dels soldats d'una tribu amaziga reclutats pels francesos que més tard s'expandiria a altres països durant el segle xix (Estats Units, Brasil, Espanya, Imperi Otomà i els Estats Pontificis).